# Trésor de Locarn
Le trésor de Locarn est un trésor d'orfèvrerie composé de quatre pièces datant des XIVe et XVIe siècles, appartenant à la commune de Locarn (Côtes-d'Armor). 
Ce trésor présente une grande cohérence : trois des pièces sont en relation directe avec saint Hernin, ermite local et saint patron de l'église, deux reliquaires (tête et bras) ainsi qu'une croix dédicacée au saint. Un calice de haut niveau d'exécution complète l'ensemble. 
Ce trésor fait l'objet d'une protection au titre des monuments historiques depuis le 10 février 1948.

## Historique
À l'origine, le trésor était composé de neuf pièces, ainsi que l'atteste le procès-verbal dressé en 1807 lors de la visite de Monseigneur Caffarelli.
En 1975, le trésor est conservé au presbytère. Lors de l'inventaire effectué par Yves-Pascal Castel, il manque un ciboire, un ostensoir en argent ainsi que trois calices (dont deux vendus par la fabrique).
Le trésor est dorénavant exposé à la maison du patrimoine de Locarn.

## Buste reliquaire de Saint-Hernin

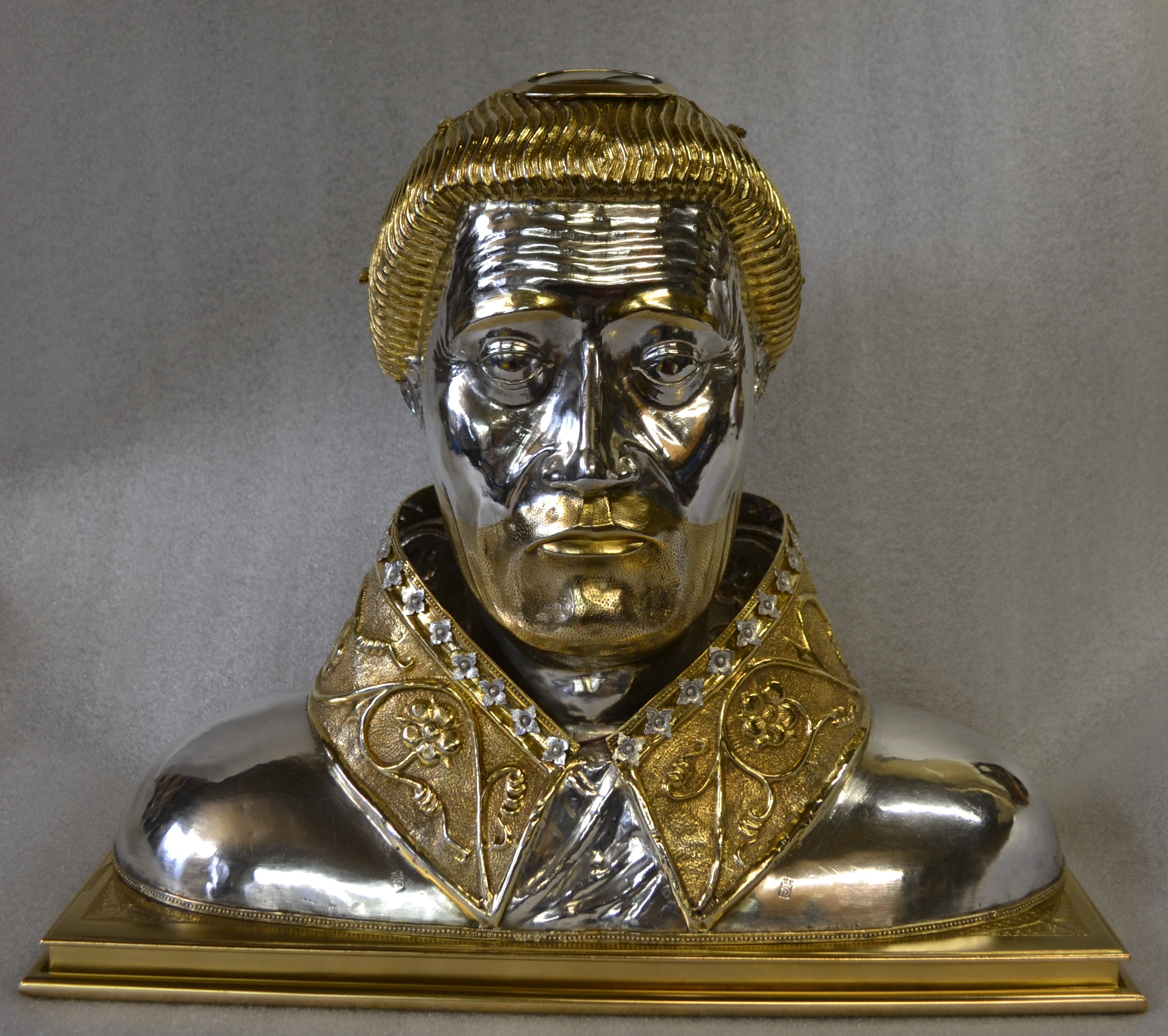
Buste reliquaire de Saint Hernin.

Le buste reliquaire de saint Hernin est un buste reliquaire datant de la fin du XIVe siècle ou du début du XVe siècle. Signé de Jean Dieu, orfèvre probablement de Tréguier, il s'agit d'un des plus beaux exemples d'orfèvrerie bretonne de la fin du Moyen Âge.
Ce buste en argent forgé occupe une surface de 40 par 22 centimètres pour une hauteur de 47 centimètres. Une fenêtre est présente au sommet du crâne. Il a fait l'objet de réparations à une date non connue et son socle n'est pas d'origine. Il fait l'objet d'une protection au titre des monuments historiques depuis le 10 février 1948.
Le buste est porté en tête de la procession du pardon de saint Hernin, le dimanche suivant le 1er mai.

### Expositions
- Jacques Chirac et le dialogue des cultures, Musée du quai Branly - Jacques Chirac, 21 juin - 9 octobre 2016[8]
- Bretagne d'or et d'argent, Palais du Luxembourg, 1994[3]

## Bras reliquaire de Saint-Hernin
Datant du XVe siècle et réalisé par un orfèvre non identifié, le bras reliquaire est un ouvrage d'orfèvrerie en argent partiellement doré, cloué sur un châssis en bois. Morphologique, il représente le bras habillé du saint, ainsi que des décors floraux. Une fenêtre sur la face interne du bois permet de voir la relique. 
Monseigneur Martial, évêque de saint Brieuc, appose son sceau sur la relique le 18 novembre 1859 lors du partage de la relique entre Locarn et Saint-Hernin (Finistère).
Il fait l'objet d'une protection au titre des monuments historiques depuis le 10 février 1948.

## Calice
Fabriqué en 1659, le calice et sa patène sont attribués à François Le Bret, orfèvre de la communauté de Paris. L'ensemble est réalisé en argent, repoussé, ciselé et doré. Le calice fait 31,5 centimètres de haut, la coupe 10,7 centimètres de diamètre ; le pied 17 centimètres de diamètre ; patène fait un diamètre de 17,5 centimètres.
Le calice présente une fausse coupe et est décoré de personnages bibliques (les apôtres, en médaillon ; saint Paul, en médaillon ; Aaron ; David ; Moïse et les tables de la Loi) ainsi que de scènes bibliques liées à la Vierge (l'Annonciation, sur le pied ; le mariage de la Vierge ; la Visitation, sur le pied ; la Nativité ; la présentation au Temple et l'Assomption).
Il fait l'objet d'une protection au titre des monuments historiques depuis le 10 février 1948.

## Croix de procession

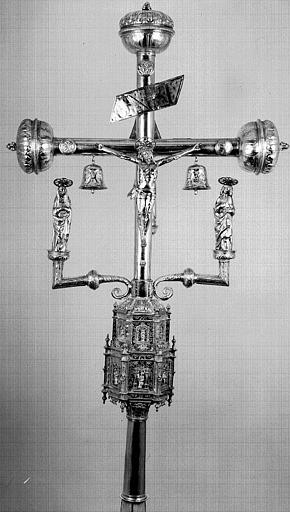
Croix de procession

Cette croix en bronze fondu et argent fondu, repoussée et ciselée, montée sur une âme en bois, est attribuée à Guillaume Desboys, orfèvre à Morlaix dans le 1er quart du XVIIe siècle, qui signe également la croix de procession de Pleyber-Christ. D'une hauteur de 100 millimètres (hors hampe), elle a les attributs caractéristiques des croix de procession « finistériennes » et la seule croix de ce type présente hors de ce département. 
Elle présente les apôtres avec leurs attributs (sur le nœud) ainsi que plusieurs saints :
- saint Michel, foulant aux pieds un dragon, présenté en médaillon sur une branche latérale de la croix, rehaussé de la mention « SAINT MICHEL » ;
- la tête de saint Jean-Baptiste, de profil, présentée en médaillon sur l'autre branche latérale, rehaussée de la mention « S.IEHAN » ;
- saint Hernin en évêque sous un dais ; sur la croix.

Certains attributs des apôtres et de saint Hernin manquent. Une marque de montage, « DEVAN », est présente.
La croix est restaurée en 1903, restauration attestée par une marque sur le cylindre intérieur « 218 1903 M ». Elle fait l'objet d'une protection au titre objet des monuments historiques depuis le 10 février 1948.